# ULTRASAT
ULTRASAT (ULtraviolet TRansient Astronomy SATellite, « Satellite pour l'astronomie des phénomènes transitoires dans l'ultraviolet ») est un  télescope spatial israélien observant dans le proche ultraviolet dont le lancement est planifié pour 2027. Son optique grand angle est optimisée pour la détection de phénomènes transitoires tels que les ceux déclenchant des ondes gravitationnelles, les supernovae, etc.. Positionné sur une orbite géostationnaire il peut, en cas de détection d'un événement, transmettre une alerte aux autres observatoires dans un délai de moins de 15 minutes.

## Échec du projet conjoint avec la NASA (2010-2014)
Le projet ULTRASAT est lancé en 2010 suite à des discussions entre l'Institut Weizmann (WIS) et les scientifiques de Caltech et l'Agence spatiale israélienne (ISA) visant à développer un télescope spatial à champ large pour étudier les événements astronomiques transitoires en ayant à un satellite de petite taille répondant aux contrainte de cout du programme Explorer de la NASA. Durant la phase de conception initiale, les concepteurs du projet envisagent plusieurs bandes spectrales dont les rayons X. Finalement le choix porte sur l'ultraviolet en raison de la maturité des technologies de détection, des chances plus élevées de réussite de la mise en œuvre et de la nécessité de continuer à explorer ce domaine spectral. En effet les études montrent que le taux de découverte des sources variables et transitoires par  observation de l'ultraviolet pourrait augmenter de plusieurs ordres de grandeur avec observatoire spatial dotée d'un large champ de vue (plusieurs degrés carrés). La mission ULTRASAT proposée pourrait ainsi découvrir des centaines d'événements transitoires par an dans l'ultraviolet ,. L'importance de ce projet est confirmée dans .
Le projet, initialement baptisé LIMSAT, est renommé ULTRASAT (ULtraviolet TRansient Astronomy SATellite) en 2011 lorsqu'une proposition est soumise à la NASA pour intégrer le programme Mission of Opportunity en 2012, en collaboration avec le Centre de recherche Ames de la NASA. En raison des coupes budgétaires de la NASA, aucune proposition n'est sélectionnée cette année-là. Une proposition profondément remaniée au niveau des caractéristiques du télescope, de l'orbite prévue et de la plateforme est soumise en collaboration avec le JPL à la NASA en décembre 2014. Elle est évaluée "Catégorie II", c'est-à-dire des mérites scientifiques et technologiques élevés, mais n'est pas sélectionnée. Le projet actuel n'impliquera donc pas la NASA. D'un concept de huit petits télescopes UV à réfraction sur un satellite en orbite terrestre basse, ULTRASAT a évolué vers un seul télescope Schmidt à champ large en orbite géosynchrone.

## Développement de l'observatoire
Le satellite ULTRASAT sera construit par Israel Aerospace Industries (IAI), tandis que les instruments scientifiques seront construits par la division El-Op d'Elbit Systems. ULTRASAT est financé et géré conjointement par l'Agence spatiale israélienne et le Weizmann Institute of Science (WIS), sous la direction scientifique du WIS, et avec une contribution significative du centre DESY de l'association Helmholtz. ULTRASAT est prévu pour une opération de 3 ans. Sa petite masse et son petit volume, 160 kg et moins d'un mètre cube, permet un lancement vers l'orbite du satellite en tant que charge utile secondaire d'une autre mission.

## Caractéristiques techniques

### Plateforme
La plateforme stabilisée 3 axes dérive de celle utilisée par les petits satellites développés par l'industrie spatiale israélienne. ULTRASAT a une masse au lancement de 1100 kilogrammes et ses dimensions avec ses appendices repliés sont de 3,9 x 1,9 x 1,5 mètres. La masse des ergols représente environ la moitié de la masse totale pour que le satellite puisse effectuer la manœuvre le faisant passer de l'orbite de transfert géostationnaire à l'orbite géostationnaire. L'énergie est fournie par des panneaux solaires déployés en orbite qui produisent 540 Watts. Les données sont transmises en continu via des antennes orientables avec un débit atteignant 5 mégabits par seconde. En cas de coupure de la liaison, l'observatoire spatiale peut stocker les images prises durant 8 jours lorsque celles-ci sont prises avec le temps d'exposition nominal de 300 secondes. La précision du pointage est inférieure à 0,5° et la stabilité est de 3 secondes d'arc (3 sigma) durant une prise d'image dont la durée nominale est de 300 secondes

### Optique
ULTRASAt est un télescope spatial de type Schmidt  doté d'un champ de vision sans précédent, de 210 degrés carrés. Sa résolution spatiale atteint 5,4 secondes d'arc (PSF de 8,3 secondes d'arc). Son ouverture est de 33 centimètres et sa longueur focale est de 36 centimètres. Il détectera et surveillera les événements astronomiques transitoires dans le proche ultraviolet, entre 220 et 280 nanomètres de longueur d'onde. ULTRASAT observera une grande portion de ciel, alternant tous les six mois entre l'hémisphère sud et l'hémisphère nord. Le volume de l'univers accessible à ULTRASAT pour la découverte de sources transitoires sera 300 fois plus important que celui du satellite à ultraviolet le plus sensible à ce jour, GALEX. Il est comparable à celui du plus grand télescope optique de surveillance transitoire au sol dont la mise en service est prévue en 2025, l'Observatoire Vera-C.-Rubin.

### Capteurs
Le rayonnement ultraviolet est converti en images par 4 capteurs CMOS de type BSI totalisant 89,8 mégapixels. Chaque capteur a une superficie efficace de 45 x 45 millimètres et la taille du pixel est de 9,5 x 9,5 microns. Pour permettre la collecte du rayonnement ultraviolet peu intense qui impose un temps d'exposition long (300 secondes par défaut) le bruit de fond produit par le capteur est limité à 0,026 électron/seconde/pixel en maintenant sa température à -73°C.

## Objectifs scientifiques
L'astronomie des phénomènes transitoires a le potentiel de permettre des découvertes inhabituelles. En particulier, le spectre ultraviolet (UV) est relativement peu exploré, même s'il offre des perspectives scientifiques passionnantes. Welsh décrit en 2005 les découvertes faites par GALEX, qui seront considérablement améliorées par ULTRASAT .
Un domaine où les observations UV peuvent faire une grande différence est l'étude des évènements marquants la mort des étoiles. Dans un article de Ganot de 2015 , il est estimé qu'ULTRASAT détecterait plus de 100 supernovas par an. Les signaux UV des supernova précèdent le signal dans le spectre visible, permettant la découverte de supernova à un stade précoce, lorsque le spectre lumineux n'est pas encore contaminé par des processus ultérieurs.
Étant donné que pour un événement transitoire, il n'y a généralement pas d'alerte précoce et que la position de l'événement dans le ciel est de nature statistique, la plupart des transitoires sont découverts par des télescopes au sol avec des champs de vision limités, souvent longtemps après le début de l'événement, bien que les relevés dédiés réduisent ce délai à environ un jour. Afin de détecter des évènements transitoires en grand nombre, des observations quasi continues de grandes portions du ciel sont nécessaires.
Sur la base du volume d'espace surveillé et du taux de supernova mesuré (à partir d'enquêtes au sol), on s'attend à ce qu'au moins 100 événements de ce type par an soient détectés par ULTRASAT dans les 24h suivant l'explosion de l'étoile. Le large champ de vision et les détecteurs UV avancés permettront la découverte et la surveillance des sources transitoires dans un volume cosmique 300 fois plus grand que celui du satellite UV le plus puissant à ce jour, GALEX . L'analyse du spectre lumineux précoce fournit des informations précieuses (rayon stellaire et composition chimique de la surface notamment) sur l'étoile progénitrice (avant qu'elle n'explose) qui ne peuvent être trouvées par d'autres moyens.
Dans les supernovas, une émission initiale de haute intensité dans les UV est suivie d'un rayonnement dans des longueurs d'onde plus longues lorsque le matériau éjecté se refroidit. Les UV ne peuvent être observés qu'à partir de satellites spatiaux, en raison de l'effet bloquant de l'ozone ; les télescopes au sol ne voient que les dernières étapes de l'événement.
ULTRASAT a été conçu pour couvrir un champ de vision sans précédent avec une caméra UV très sensible, avec des temps de répétition d'image aussi courts que 5 minutes. Pour maximiser le nombre d'événements détectés, ULTRASAT pointera vers des régions à des latitudes célestes élevées, en évitant la Voie Lactée avec sa forte concentration d'étoiles "proches", son fond diffus et sa poussière galactique bloquant une grande partie de la lumière des galaxies lointaines où ces événements se produisent.
Des observations optiques spatiales-UV et au sol combinées déclenchées par un explorateur UV fourniraient une mine de données sur les explosions massives d'étoiles, allant au-delà du rayon stellaire (et donc de la classe stellaire de l'ancêtre : supergéante rouge ou bleue, ou étoile WR).
En plus de détecter les supernova précoces, ULTRASAT mesurera la lumière UV d'un grand nombre d'étoiles dans son champ de vision à haute résolution temporelle, permettant éventuellement la détection de transits planétaires,.
ULTRASAT peut également être pointé vers des « cibles d'opportunité » lorsque d'autres instruments donnent une alerte pour un événement intéressant. L'un des principaux objectifs scientifiques d'ULTRASAT est la découverte d'émissions électromagnétiques à la suite de la détection d'ondes gravitationnelles issues de la fusion de systèmes stellaires doubles impliquant des étoiles à neutrons, appelées Kilonova. De telles détections seront la clé de l'utilisation de ces événements pour répondre à des questions fondamentales de la physique, telles que l'origine des éléments les plus lourds ou le taux d'expansion de l'univers. ULTRASAT sera capable de pivoter en quelques minutes pour couvrir 50% du ciel, et son large champ de vision couvre amplement les régions d'erreur angulaire qui devraient être fournies par les détecteurs d'ondes gravitationnelles en service dans les années 2020. Il fournira des courbes de lumière UV continues ainsi que des alertes précoces qui permettront une spectroscopie de suivi au sol et une surveillance des émissions optiques et infrarouges qui devraient se produire ultérieurement.
Les autres sources astrophysiques produisant un signal UV transitoire sont :
- Rémanences de sursaut gamma, un explorateur de phénomènes transitoires ultraviolet à large champ de vision peut trouver les rémanences « orphelines » très recherchées.
- On s'attend à ce que le signal d'un événement de rupture par effet de marée culmine dans l'UV.
- La masse et les environnements des trous noirs massifs au centre des galaxies.
- Noyaux actifs de galaxies.
- Étoiles variables.

| Type d'objet céleste                 | Nature de l'observation                                  | Nombre d'observations en 3 ans | Domaine scientifique                                                              |
| ------------------------------------ | -------------------------------------------------------- | ------------------------------ | --------------------------------------------------------------------------------- |
| Supernovae                           | Explosion                                                | > 40                           | Compréhension de la mort explosive d'un étoile massive                            |
| Supernovae                           | Refroidissement de l'onde de choc                        | > 500                          | Compréhension de la mort explosive d'un étoile massive                            |
| Supernovae                           | Supernova superlumineuse                                 | > 250                          | Première phase de l'évolution, émission liée au refroidissement de l'onde de choc |
| Supernovae                           | Supernova de type Ia                                     | > 40                           | Distinction entre progéniteurs dégénéré simple et double                          |
| Objets compacts transitoires         | Mission d'ondes gravitationnelles                        | ~25                            | Identification des contraintes sur les sources d'ondes gravitationnelles          |
| Objets compacts transitoires         | Étoile variable cataclysmique                            | > 25                           | Physique des accrétions et des éjections                                          |
| Objets compacts transitoires         | Rupture par effet de marée d'une étoile par un trou noir | > 250                          | Physique de l'accrétion, démographie des trous noir                               |
| Quasars et noyaux galactiques actifs | Courbes de lumière continues dans l'ultraviolet          | > 7500                         | Physique de l'accrétion, cartographie des réverbérations                          |
| Etoiles                              | Étoile éruptive de type M                                | > 400 000                      |                                                                                   |
| Etoiles                              | RR Lyrae                                                 | > 1 000                        | Physique des pulsations                                                           |
| Etoiles                              | Étoile variable à pulsation non radiale                  | > 250                          | Astrosismologie                                                                   |
| Etoiles                              | Etoile binaire à éclipses                                | > 400                          | Chromosphère et cartographie des éclipses                                         |
| Galaxies et amas de galaxies         | Relevé ciel entier                                       | > 100 millions                 | Évolution des galaxies, taux de formation des étoiles                             |

## Segment terrestre
Le centre SOC chargé de superviser tous les aspects scientifiques de la mission (planification des observations, traitement des données, diffusion des alertes) est hébergé par l'Institut Weizmann. Israel Aerospace Industries gère le centre de contrôle du satellite (il gère déjà plusieurs satellites israeliens circulant en orbite basse et géostationnaire). Celui-ci prend en charge également toutes les communications avec ULTRASAT ainsi que les opérations nécessaires pour sa mise à poste après séparation avec le lanceur. Le SOC réceptionne les alertes signalant la détection d'événements transitoires par d'autres observatoires terrestres ou spatiaux. Il transmet alors dans un délai de 15 minutes des commandes destinées à pointées le télescope ULTRASAT vers la source si l'analyse semi-automatique le juge pertinent selon différents critères : visibilité de la zone du ciel, énergie disponible à bord, contraintes de télécommunications). En sens inverse si ULTRASAT détecte un événement transitoire, le SOC analyse celui-ci et transmet si c'est jugé pertinent les caractéristiques de l'événement aux autres observatoires vers la source pour une observation plus approfondie de l'événement dans d'autres longueur d'onde dans un délai maximum de 15 minutes.

## Déroulement de la mission
Le  lancement d'ULTRASAT est planifié pour 2027. Le télescope spatial doit être placé sur une orbite de transfert géostationnaire par son lanceur  puis rejoindre par ses propres moyens une orbite géosynchrone à la longitude 4° Ouest. L'engin spatial constituera une charge utile secondaire lors du lancement d'un satellite géostationnaire de l'agence spatiale américaine. La durée de la mission primaire est de trois ans mais l'engin spatial emporte suffisamment d'ergols pour fonctionner durant 6 ans.